# Mary Beth Ellis
Mary Beth Ellis (* 12. Juli 1977 in Washington, D.C.) ist eine ehemalige US-amerikanische Triathletin. Sie ist Weltmeisterin auf der Triathlon-Langdistanz (2015), mehrfache Ironman-Siegerin (2011–2016) und sie wird in der Bestenliste US-amerikanischer Triathletinnen auf der Ironman-Distanz an sechster Stelle geführt.(Stand: Oktober 2022)

## Werdegang
Mary Beth Ellis war in ihrer Jugend zunächst im Hockey, Schwimmsport, Lacrosse und Leichtathletik aktiv und stellte während ihrer Zeit am Internat in Lawrenceville diverse Schulrekorde auf.

An der Northwestern University studierte sie Industrial Engineering und erwarb einen Abschluss als Master in Marketing. Während ihres Studiums nahm sie an zahlreichen Marathon- und Halbmarathonläufen teil und erreichte zahlreiche Podestplatzierungen. Bei ihrem ersten Marathon 2001 in Philadelphia, einem der größten amerikanischen Marathonläufe, belegte sie in 2:41:41 Stunden nur 36 Sekunden hinter der Siegerin den dritten Platz.

### Triathlon-Profi seit 2006
2005 wechselte Mary Beth Ellis nach einer Arthrose-Diagnose zum Triathlon und startet seit 2006 als Profi-Athletin. 2007 zählte sie zum Elite National Team des amerikanischen Dachverbandes USA Triathlon.
In der Qualifikationsphase für die Olympischen Spiele 2008 in Peking erlitt Mary Beth Ellis beim Weltcup im neuseeländischen New Plymouth zusammen mit Kate Allen einen schweren Sturz. Ellis, die sich bei dem Sturz einen Arm brach, musste daraufhin ihre Qualifikationshoffnungen begraben. Vorwürfe an die Österreicherin Lisa Hütthaler, sie habe bewusst eine Kollision provoziert, um ihre Chancen für eine Olympiateilnahme zu verbessern, konnten bei Untersuchungen des ÖRTV nicht bestätigt werden.
Ellis startete trotzdem noch auf den Olympic Trials des amerikanischen Verbandes in Tuscaloosa, wurde dort aber nur Sechste.
Statt bei den Olympischen Spielen startete Ellis daraufhin nach ihrer Genesung beim Ironman 70.3 Lake Stevens, den sie vor Linsey Corbin und Fiona Docherty gewann. 2008 und erneut 2009 wurde Ellis in Florida Zweite bei der Ironman 70.3 World Championship.
Sie startete für das Team TBB und wurde trainiert von Brett Sutton.
Bei ihrem ersten Ironman-Start (3,86 km Schwimmen, 180,2 km Radfahren und 42,195 km Laufen) konnte sie im Juli 2011 in Klagenfurt mit einer neuen Streckenbestzeit bei den Frauen auch zugleich das schnellste Debüt in der Geschichte des Ironman erzielen: Sie war mit ihrer Siegerzeit von 8:43:34 Stunden hinter Chrissie Wellington und Rebekah Keat die drittschnellste Frau auf der Ironman-Distanz.

Nur vier Wochen nach ihrem Start in Klagenfurt holte sie sich im August den zweiten Sieg auf der Langdistanz in Regensburg. Im August stellte sie beim Ironman Canada mit ihrer Siegerzeit einen neuen Streckenrekord auf und holte sich ihre dritte Goldmedaille in diesem Jahr. Ihre beste Platzierung bei bisher fünf Starts bei der Ironman World Championship auf Hawaii war Platz fünf im Jahr 2012.

### Weltmeisterin Triathlon Langdistanz 2015
Im Juni 2015 wurde sie in Schweden Triathlon-Weltmeisterin auf der Langdistanz. Beim Ironman Mont-Tremblant holte sie sich im August ihren neunten Sieg bei einem Ironman-Rennen.
2016 musste die damals 39-Jährige ihren geplanten Start bei der Challenge Roth im Juli absagen, da sie an einer Borreliose-Infektion litt. Ende Juli konnte sie dann aber den Ironman Maastricht-Limburg und damit ihr zehntes Ironman-Rennen mit neuem Streckenrekord gewinnen.
Im Oktober 2016 erklärte sie ihre aktive Zeit für beendet. Mary Beth Ellis lebt in Boulder.

## Sportliche Erfolge
| Datum/Jahr    | Rang | Wettbewerb                                           | Austragungsort           | Zeit     | Bemerkung |
| ------------- | ---- | ---------------------------------------------------- | ------------------------ | -------- | --- |
| 2. Apr. 2016  | 8    | Ironman 70.3 California                              | Oceanside                | 04:29:49 | |
| 29. März 2015 | 3    | Challenge Batemans Bay                               | Batemans Bay             | 04:29:31 | [ 10 ] |
| 7. Sep. 2014  | 5    | Ironman 70.3 World Championship                      | Mont-Tremblant           | 04:17:03 | Ironman 70.3 World Championship |
| 31. Aug. 2014 | 9    | Hy-Vee Triathlon 5150                                | Des Moines               | 02:00:31 | U.S. Championships |
| 5. Mai 2014   | 2    | USA Middle Distance Triathlon National Championships | St. George               | 04:16:10 | hinter Meredith Kessler im Rahmen des Ironman 70.3 St. George, bei dem Ellis vierte Frau wurde.                                                                  |
| 19. Mai 2013  | 1    | Ironman 70.3 Florida                                 | Orlando                  | 04:14:03 | |
| 22. Sep. 2012 | 1    | Ironman 70.3 Pays d’Aix France                       | Aix-en-Provence          | 04:25:17 | |
| 2. Sep. 2012  | 2    | Challenge Walchsee-Kaiserwinkl                       | Walchsee                 | 04:21:12 | |
| 8. Juli 2012  | 1    | Ironman 70.3 Norway                                  | Haugesund                | 04:16:09 | |
| 6. Mai 2012   | 2    | Ironman 70.3 St. Croix                               | Saint Croix              | 04:33:34 | |
| 18. März 2012 | 1    | Ironman 70.3 Singapore                               | Singapur                 | 04:19:35 | Mary Beth Ellis konnte ihren Sieg aus dem Vorjahr erfolgreich verteidigen.                                                                                       |
| 30. Apr. 2011 | 2    | Wildflower Triathlon                                 | Lake San Antonio         |          | 1,9 km Schwimmen, 90 km Radfahren und 21,1 km Laufen |
| 10. Apr. 2011 | 4    | Ironman 70.3 Texas                                   | Galveston Island         | 04:14:39 | als beste US-Amerikanerin |
| 20. März 2011 | 1    | Ironman 70.3 Singapore                               | Singapur                 | 04:21:06 | [ 13 ] |
| 2. Mai 2010   | 3    | Escape from Alcatraz Triathlon                       | San Francisco            | 02:02:53 | hinter der Siegerin Leanda Cave |
| 14. Nov. 2009 | 2    | Ironman 70.3 World Championships                     | Clearwater               | 04:03:49 | Zweite bei der Weltmeisterschaft in Florida |
| 14. Juni 2009 | 1    | Escape from Alcatraz Triathlon                       | San Francisco            | 02:21:23 | |
| 16. Mai 2009  | 1    | PATCO Triathlon Pan American Championships           | Oklahoma                 | 02:05:35 | |
| 8. Nov. 2008  | 2    | Ironman 70.3 World Championships                     | Clearwater               | 04:04:07 | Zweite bei der Ironman 70.3 World Championship hinter ihrer Landsfrau Joanna Zeiger (1,9 km Schwimmen, 90 km Radfahren und 21,1 km Laufen)                       |
| 7. Sep. 2008  | 2    | Los Angeles Triathlon                                | Torrance                 | 02:01:12 | |
| 16. Aug. 2008 | 1    | Ironman 70.3 Lake Stevens                            | Lake Stevens, Washington | 04:33:44 | [ 15 ] |
| 9. Sep. 2007  | 5    | Los Angeles Triathlon                                | Torrance                 | 02:08:51 | |
| 12. Aug. 2007 | 3    | ITU Triathlon Pan American Cup                       | Longmont (Colorado)      | 02:03:13 | |
| 14. Juli 2007 | 3    | ITU Triathlon Pan American Cup                       | Geneva (New York)        | 02:03:13 | |
| 2. Nov. 2006  | 2    | ITU Triathlon World Championship Team                | Cancún                   | 01:06:03 | Zweite im Team – zusammen mit Sarah Groff und Michelle Lindsay (3 × 250 m Schwimmen, 6,67 km Radfahren und 1,67 km Laufen) – hinter der italienischen Mannschaft |
| 23. Sep. 2006 | 2    | Jarden Westchester Triathlon                         | Rye (New York)           | 01:59:07 | |
| 20. Aug. 2006 | 1    | ITU Triathlon Pan American Cup                       | Kelowna                  | 02:07:32 | |
| 25. Juni 2006 | 12   | USAT Elite National Championship Triathlon           | Long Beach (Kalifornien) | 02:02:53 | |
| 8. Okt. 2005  | 4    | Cape Henlopen Triathlon                              | Lewes (Delaware)         | 01:07:33 | |
| 7. Aug. 2005  | 1    | Tri for the Cure                                     | Denver                   | 01:07:31 | |

| Datum/Jahr    | Rang | Wettbewerb                                      | Austragungsort    | Zeit     | Bemerkung |
| ------------- | ---- | ----------------------------------------------- | ----------------- | -------- | --- |
| 21. Aug. 2016 | 1    | Ironman Mont-Tremblant                          | Québec            | 09:26:37 | dritter Sieg in Kanada                                                                                             |
| 31. Juli 2016 | 1    | Ironman Maastricht-Limburg                      | Maastricht        | 09:24:42 | neuer Streckenrekord                                                                                               |
| 10. Okt. 2015 | 13   | Ironman Hawaii                                  | Hawaii            | 09:33:34 | Ironman World Championship                                                                                         |
| 16. Aug. 2015 | 1    | Ironman Mont-Tremblant                          | Québec            | 09:09:05 | zweiter Sieg nach 2013                                                                                             |
| 27. Juni 2015 | 1    | ITU Long Distance Triathlon World Championships | Motala            | 05:24:25 | Triathlon-Weltmeisterin auf der Langdistanz                                                                        |
| 11. Okt. 2014 | 9    | Ironman Hawaii                                  | Hawaii            | 09:20:46 | Ironman World Championship                                                                                         |
| 6. Juli 2014  | 8    | Ironman Germany                                 | Frankfurt am Main | 09:10:08 | Ironman European Championship                                                                                      |
| 23. März 2014 | 2    | Ironman Melbourne                               | Melbourne         | 09:02:15 | Zweite hinter der Schweizerin Caroline Steffen                                                                     |
| 12. Okt. 2013 | DNF  | Ironman Hawaii                                  | Hawaii            | –        | |
| 18. Aug. 2013 | 1    | Ironman Mont-Tremblant                          | Québec            | 09:07:56 | |
| 24. Juli 2013 | 1    | Triathlon EDF Alpe d’Huez                       | Alpe d’Huez       | 06:20:00 | [ 17 ] |
| 23. Juni 2013 | 1    | Ironman France                                  | Nizza             | 09:12:54 | |
| 25. Nov. 2012 | 1    | Ironman Mexico                                  | Cozumel           | 09:15:38 | |
| 13. Okt. 2012 | 5    | Ironman Hawaii                                  | Hawaii            | 09:22:57 | |
| 11. Aug. 2012 | 1    | Ironman New York                                | New York City     | 09:02:48 | |
| 24. Juli 2012 | 1    | Triathlon EDF Alpe d’Huez                       | Alpe d’Huez       | 06:26:26 | [ 18 ] |
| 19. Mai 2012  | 1    | Ironman Texas                                   | The Woodlands     | 08:54:58 | |
| 8. Okt. 2011  | 16   | Ironman Hawaii                                  | Hawaii            | 09:34:06 | Altersklassensiegerin bei der Ironman World Championship und fünftschnellste Schwimmerin (55:54 Minuten) insgesamt |
| 28. Aug. 2011 | 1    | Ironman Canada                                  | Penticton         | 09:03:13 | Sieg mit neuem Streckenrekord                                                                                      |
| 7. Aug. 2011  | 1    | Ironman Regensburg                              | Regensburg        | 09:18:55 | |
| 27. Juli 2011 | 2    | Triathlon EDF Alpe d’Huez                       | Alpe d’Huez       | 06:46:31 | Zweite auf der Langdistanz                                                                                         |
| 3. Juli 2011  | 1    | Ironman Austria                                 | Klagenfurt        | 08:43:34 | schnellstes Ironman-Debüt in der Geschichte                                                                        |

(DNF – Did Not Finish)